# Trindklobben
Trindklobben är en ö i Finland.   Den ligger i den ekonomiska regionen  Sydösterbotten och landskapet Österbotten, i den sydvästra delen av landet, 290 km nordväst om huvudstaden Helsingfors. Arean är 0,26 kvadratkilometer.
Terrängen på Trindklobben är mycket platt. Den sträcker sig 0,8 kilometer i nord-sydlig riktning, och 0,6 kilometer i öst-västlig riktning.  I omgivningarna runt Trindklobben växer i huvudsak blandskog.
Trindklobben skiljs från Idgrund i norr av Idgrunds kanal och från Stånggrund i öster av det smala Strömsundet. I söder ligger Stånggrundsgrynnan och i väster Trutklobbarna.